# 因孔菲登蒂斯
因孔菲登蒂斯是巴西米纳斯吉拉斯州的一个市镇。总面积149.467平方公里，总人口7253人，人口密度48.5人/平方公里。